# 再入学
再入学（さいにゅうがく）とは、退学または除籍となった当該学校に再び入学することである。

## 日本における概要
再入学の制度は、主に大学（短期大学および大学院を含む）の課程、高等学校の課程、中等教育学校の後期課程、専修学校の課程などの場合に、何らかの理由で修了・卒業することができなかった者が、学習への意欲を持った場合に認めるためのものである。
教育施設ごとに再入学についての規程が定められている。国立大学に再入学を希望する場合、入学検定料を納めた上で願い出た後、再入学を許可された場合に、入学金および授業料の支払を行った上で認められる。
再入学の許可は、退学または除籍となった後、数年以内しか認めない場合もある。東京学芸大学のように、退学・除籍となった課程が廃止されている場合に、現存の課程への再入学を審査の上、許可する場合もある。大学通信教育の課程においては、10年以上経過していても認められることもある。また、卒業・修了する見込みがあるかどうかも入学許可するかどうかの検討事項の1つになる。
再入学した場合、従前に在籍していた科目等の単位の認定も行われる。
クラブ活動においては、再入学者は体格などの理由から出場期間がその学校の最短修業年限より短い期間に制限される場合がある。